# الیس ارم، بریتیش کلمبیا
الیس ارم، بریتیش کلمبیا (به انگلیسی: Alice Arm, British Columbia) یک منطقهٔ مسکونی در کانادا است که در بریتیش کلمبیا واقع شده‌است.